# The Split – Beziehungsstatus ungeklärt
The Split – Beziehungsstatus ungeklärt (Originaltitel: The Split) ist eine britische Fernsehserie, die von Abi Morgan geschrieben und erstellt wurde und am 24. April 2018 erstmals in Großbritannien auf BBC One ausgestrahlt wurde. Die Serie folgt dem Leben von Familie Defoe, die fast alle im Scheidungsrecht für die Familienkanzlei arbeiten oder arbeiteten, abgesehen von der ältesten Schwester Hannah (Nicola Walker), die inzwischen für die rivalisierende Kanzlei Noble & Hale arbeitet, sowie der jüngsten Tochter, die Tagesmutter ist.

## Handlung
Im Mittelpunkt steht Hannah Stern mit ihren Schwestern Nina und Rose sowie ihrer Mutter Ruth Defoe. Hannah arbeitet als Anwältin in der Londoner Kanzlei Noble & Hale. Sie ist mit Nathan verheiratet und hat mit ihm drei Kinder. Sie ist Topanwältin in Familien- und Scheidungsrecht. Ihr neuer Chef Zander hadert damit, dass sie lieber Vergleiche sucht, als rücksichtslos vor Gericht zu verhandeln. Ihr Exmitbewohner aus Studienzeiten Christie Carmichael, mit dem sie kurz vor ihrer Hochzeit mit Nathan eine Affäre hatte, arbeitet in derselben Kanzlei. In Hannah kommen alte Gefühle zu ihm wieder hoch. Während Hannah der Kanzlei ihrer Mutter den Rücken gekehrt hat, arbeitet Nina weiterhin in der Familienkanzlei und versucht, sich gegen ihre scheinbar übermächtige Mutter zu behaupten. Die jüngste der Schwestern, Rose, sucht hingegen noch ihren Platz in der Welt und bereitet ihre Hochzeit vor. Familienoberhaupt Ruth Defoe hat gern die Kontrolle über alles und jeden. So versucht sie, die Fäden im Leben ihrer erwachsenen Töchter zu ziehen. Im Laufe der Zeit vermischen sich Berufs- und Privatleben. Die Fälle drehen sich um Klienten mit skandalöse Affären, Betrugsvorwürfen und öffentlichen Scheidungsschlachten. Die Familie muss sich mit ihrer Vergangenheit auseinandersetzen, als nach fast dreißig Jahren ihr entfremdeter Vater wieder auftaucht. Die Erfahrung, früh vom Vater verlassen worden zu sein, zeichnet noch in der Gegenwart das Leben der drei Schwestern.

## Besetzung

### Hauptrollen
- Nicola Walker als Hannah Stern, Scheidungsanwältin bei Noble & Hale[1]
- Stephen Mangan als Nathan Stern, Hannahs Ehemann, Rechtsanwalt[1]
- Fiona Button als Rose Defoe, Hannahs jüngere Schwester[1]
- Annabel Scholey als Nina Defoe, Hannahs jüngere Schwester, die in der Familienkanzlei Defoe arbeitet[1]
- Barry Atsma als Christie Carmichael, Hannahs ehemaliger Mitbewohner, der auch bei Noble & Hale arbeitet[1]
- Stephen Tompkinson als Davey McKenzie, ein Millionär, der sich von seiner Frau scheiden lässt (Staffel 1)[1]
- Meera Syal als Goldie McKenzie, Daveys Frau und die Sekretärin seiner Firma (Staffel 1)[1]
- Anthony Head als Oscar Defoe, Hannahs Vater, der sehr lange abwesend war (Staffel 1)[1]
- Deborah Findlay als Ruth Defoe, Hannahs Mutter und Chefin der Familienkanzlei[1]
- Rudi Dharmalingam als James Cutler, Roses Verlobter und späterer Ehemann[1]
- Donna Air als Fi Hansen, eine berühmte Moderatorin, die sich von ihrem Ehemann scheiden lässt (Staffel 2)[2]
- Ben Bailey Smith als Richie Hansen, Fis Ehemann (Staffel 2)[2]

### Nebenrollen
- Chukwudi Iwuji als Alexander „Zander“ Hale, Chef von Noble & Hale[1]
- Kobna Holdbrook-Smith als Glen Peters, Pfarrer, der die Hochzeitszeremonie von Rose und James leitet (Staffel 1)[1]
- Maggie O’Neill als Yvonne Duchy, Goldies beste Freundin, die eine Affäre mit ihrem Ehemann hat (Staffel 1)[1]
- Josette Simon als Maya, Oscar Defoes Partnerin (Staffel 1)
- Mathew Baynton als Rex Pope, ein Stand-up Comedian[1]
- Elizabeth Roberts als Liv Stern, Hannahs und Nathans ältere Tochter[1]
- Mollie Cowen als Tilly Stern, Hannahs und Nathans jüngere Tochter[1]
- Toby Oliver als Vinnie Stern, Hannahs und Nathans Sohn[1]
- Ellora Torchia als Maggie Lavelle, Angestellte bei Noble & Hale[1]
- Brenock O’Connor als Sasha, Liv Sterns Freund
- Damien Molony als Tyler Donaghue, Zanders Verlobter (Staffel 2 und 3)
- Ian McElhinney als Prof Ronnie, ein Freund von Hannah Sterns Mutter (Staffel 2 und 3)

## Episodenliste

### Staffel 1
| Nr. (ges.) | Nr. (St.) | Deutscher Titel | Originaltitel | Erstausstrahlung Vereinigtes Königreich | Deutschsprachige Erstausstrahlung (D) | Regie         | Drehbuch                    | Zuschauer (UK) |
| ---------- | --------- | --------------- | ------------- | --------------------------------------- | ------------------------------------- | ------------- | --------------------------- | -------------- |
| 1          | 1         | Folge 1         | Episode 1     | 24. Apr. 2018                           | 23. März 2021                         | Jessica Hobbs | Abi Morgan                  | 6,89 Mio.      |
| 2          | 2         | Folge 2         | Episode 2     | 1. Mai 2018                             | 23. März 2021                         | Jessica Hobbs | Abi Morgan                  | 5,62 Mio.      |
| 3          | 3         | Folge 3         | Episode 3     | 8. Mai 2018                             | 23. März 2021                         | Jessica Hobbs | Abi Morgan, Jane Eden       | 5,38 Mio.      |
| 4          | 4         | Folge 4         | Episode 4     | 15. Mai 2018                            | 23. März 2021                         | Jessica Hobbs | Abi Morgan                  | 5,26 Mio.      |
| 5          | 5         | Folge 5         | Episode 5     | 22. Mai 2018                            | 23. März 2021                         | Jessica Hobbs | Abi Morgan, Louise Ironside | 5,69 Mio.      |
| 6          | 6         | Folge 6         | Episode 6     | 29. Mai 2018                            | 24. März 2021                         | Jessica Hobbs | Abi Morgan                  | 5,54 Mio.      |

### Staffel 2
| Nr. (ges.) | Nr. (St.) | Deutscher Titel | Originaltitel | Erstausstrahlung Vereinigtes Königreich | Deutschsprachige Erstausstrahlung (D) | Regie              | Drehbuch               | Zuschauer (UK) |
| ---------- | --------- | --------------- | ------------- | --------------------------------------- | ------------------------------------- | ------------------ | ---------------------- | -------------- |
| 7          | 1         | Folge 7         | Episode 1     | 11. Feb. 2020                           | 24. März 2021                         | Paula van der Oest | Abi Morgan             | 6,46 Mio.      |
| 8          | 2         | Folge 8         | Episode 2     | 18. Feb. 2020                           | 24. März 2021                         | Paula Van Der Oest | Abi Morgan             | 4,82 Mio.      |
| 9          | 3         | Folge 9         | Episode 3     | 25. Feb. 2020                           | 25. März 2021                         | Paula Van Der Oest | Abi Morgan, Matt Jones | 4,61 Mio.      |
| 10         | 4         | Folge 10        | Episode 4     | 2. März 2020                            | 25. März 2021                         | Joss Agnew         | Abi Morgan, Matt Jones | 4,99 Mio.      |
| 11         | 5         | Folge 11        | Episode 5     | 10. März 2020                           | 25. März 2021                         | Joss Agnew         | Abi Morgan             | 5,46 Mio.      |
| 12         | 6         | Folge 12        | Episode 6     | 17. März 2020                           | 25. März 2021                         | Joss Agnew         | Abi Morgan             | 5,76 Mio.      |

### Staffel 3
| Nr. (ges.) | Nr. (St.) | Deutscher Titel | Originaltitel | Erstausstrahlung Vereinigtes Königreich | Deutschsprachige Erstausstrahlung (D) | Regie                           | Drehbuch   | Zuschauer (UK) |
| ---------- | --------- | --------------- | ------------- | --------------------------------------- | ------------------------------------- | ------------------------------- | ---------- | -------------- |
| 13         | 1         | Folge 13        | Episode 1     | 4. Apr. 2022                            | 28. Nov. 2022                         | Dee Koppang O’Leary             | Abi Morgan | 4,62 Mio.      |
| 14         | 2         | Folge 14        | Episode 2     | 11. Apr. 2022                           | 28. Nov. 2022                         | Dee Koppang O’Leary             | Abi Morgan | 4,17 Mio.      |
| 15         | 3         | Folge 15        | Episode 3     | 18. Apr. 2022                           | 28. Nov. 2022                         | Dee Koppang O’Leary             | Abi Morgan | 4,04 Mio.      |
| 16         | 4         | Folge 16        | Episode 4     | 25. Apr. 2022                           | 29. Nov. 2022                         | Abi Morgan                      | Abi Morgan | 4,26 Mio.      |
| 17         | 5         | Folge 17        | Episode 5     | 2. Mai 2022                             | 29. Nov. 2022                         | Abi Morgan, Dee Koppang O’Leary | Abi Morgan | 4,2 Mio.       |
| 18         | 6         | Folge 18        | Episode 6     | 9. Mai 2022                             | 29. Nov. 2022                         | Dee Koppang O’Leary             | Abi Morgan | 4,27 Mio.      |

### Staffel 4
| Nr. (ges.) | Nr. (St.) | Deutscher Titel | Originaltitel | Erstausstrahlung Vereinigtes Königreich | Deutschsprachige Erstausstrahlung (D) | Regie          | Drehbuch   | Zuschauer (UK) |
| ---------- | --------- | --------------- | ------------- | --------------------------------------- | ------------------------------------- | -------------- | ---------- | -------------- |
| 19         | 1         | N.N.            | Episode 1     | 29. Dez. 2024                           | N.N.                                  | Giulia Gandini | Abi Morgan | N.N.           |
| 20         | 2         | N.N.            | Episode 2     | 30. Dez. 2024                           | N.N.                                  | Giulia Gandini | Abi Morgan | N.N.           |

## Rezeption
Für die FAZ rezensiert Heike Hupertz, dass die Serie mit klugen Dialogen und Handlungswendungen punktet und, dass das Familienrecht kompliziert, emotional, abgründig und realitätsnah dargestellt wird. „The Split“ sei durch die enge Verbindung von Rechtssphäre und Familiendramen als Anwaltsserie gelungen.
Die Zeit hingegen meint, dass Auch wenn die Darstellerinnen der beiden ungleichen Schwestern Hannah (Nicola Walker) und Nina (Annabel Scholey) durchaus überzeugen... die Geschichte nicht über die übliche einer dysfunktionalen Familiendynastie hinaus... ginge.
Die Kleine Zeitung schreibt: Die BBC-Serie „The Split – Beziehungsstatus ungeklärt“, von der es bisher zwei Staffeln gibt, ist fantastisch, realitätsnah und packend erzählt. … Die britische Serie brilliert aber mit feiner Figurenzeichnung, packenden Geschichten, starken Plots und äußerst pointierten Dialogen, die Klischees großzügig umschiffen.
Auf swr.de heißt es, dass die Dramatikerin und Drehbuchautorin Abi Morgan mit „The Split“ ein sehr zeitgemäßes Beziehungsnetz aus komplexen Figuren und treffenden Dialogen hingelegt habe.

## Produktion
Die Serie wurde im August 2016 in Auftrag gegeben. Im Februar 2021 wurde bekannt, dass BBC und SundanceTV eine finale dritte Staffel in Auftrag gegeben haben.
Im Februar 2024 wurde bekannt, dass ein sechsteiliges Spin-Off unter dem Titel The Split Up produziert werden soll. Der Handlungsort soll dabei in Manchester spielen. Anfang September 2024 wurde diese Produktion vor Drehbeginn aufgrund kreativer Differenzen eingestellt.
2024 entstand unter dem Arbeitstitel The Split: Barcelona eine Fortsetzung. Das zweiteilige Special wurde am 29. und 30. Dezember 2024 in Großbritannien bei BBC One gesendet und im ’’BBC iPlayer‘‘ online veröffentlicht.

## Ausstrahlung
Die erste Staffel wurde von BBC One vom 24. April bis 29. Mai 2018 ausgestrahlt. Die zweite Staffel lief vom 11. Februar bis 17. März 2020. Die dritte Staffel wurde vom 4. April bis zum 9. Mai 2022 erstmals ausgestrahlt.
In Deutschland wurden die ersten beiden Staffeln der Serie vom 23. bis zum 24. März 2021 vom NDR ausgestrahlt. Die finalen sechs Folgen der dritten Staffel wurden am 28. und 29. November 2022 ausgestrahlt und bis 29. Dezember 2022 in die Mediathek eingestellt.